# Jhang-Maghiana
Jhang-Maghiana fou una municipalitat formada al districte de Jhang al Panjab (Pakistan) el 1867 amb la ciutat de Jhang (capital del districte de Jhang) i la de Maghiana a uns 3 km. La població el 1901 era de 24.382 habitants repartits per meitat entre hindús i musulmans (amb uns 500 hindús de més). Les dues ciutats estaven separades per certa distància i unides per carretera, i el riu Chenab corria a uns 5 km a l'oest, però al temps de pluges la branca Kharora (o canal Kharora) del riu passava a tocar de les dues ciutats retornant al riu després d'un curs de 8 km. Maghiana era al peu de les muntanyes, mirant a la vall del Chenab mentre Jhang estava a les terres baixes al seu peu. Al final del segle xix i principis del XX l'administració va abandonar Jhang per Maghiana i la primera va quedar com a ciutat sense importància, però posteriorment les dues ciutats es van arribar a unir i el nom Jhang va predominar.